# Куколь, Александар
Александар Куколь (серб. Александар Кукољ / Aleksandar Kukolj; 9 сентября 1991, Прага) — сербский дзюдоист средней весовой категории, выступает за сборную Сербии начиная с 2008 года. Участник летних Олимпийских игр в Рио-де-Жанейро, чемпион Средиземноморских игр, чемпион Европы, призёр чемпионата мира, победитель и призёр многих турниров национального значения.

## Биография
Александар Куколь родился 9 сентября 1991 года в Праге, Чехия, где его отец работал представителем югославской компании, однако уже в конце 1990-х годов семья вернулась в Белград. Активно заниматься дзюдо начал в белградском клубе единоборств «Раковица», додзё знаменитого сербского дзюдоиста Радомира Ковачевича.
Впервые заявил о себе в сезоне 2008 года, одержав победу на молодёжном чемпионате Сербии. Год спустя был лучшим в стране в возрастной категории до 23 лет, ещё через год стал чемпионом взрослого национального первенства. В этот период завоевал несколько титулов и наград на юниорских и молодёжных международных чемпионатах, в том числе на чемпионатах Европы и Кубках Европы в разных возрастных группах.
В 2012 году Куколь дебютировал в зачёте взрослого Кубка мира, выиграл бронзовую медаль на этапе в Риме и был лучшим на этапе в Лиссабоне. Принял участие в зачёте чемпионата Европы в Челябинске, занял в средней весовой категории пятое место. В следующем сезоне, одержав очередную победу на сербском национальном чемпионате, побывал на Средиземноморских играх в Мерсине, откуда тоже привёз награду золотого достоинства. При этом на чемпионате Европы в Будапеште вновь был пятым, занял пятое место и на летней Универсиаде в Казани. В 2014 году подтвердил лидерство среди представителей среднего весового дивизиона Сербии, после чего добавил в послужной список серебряные медали с этапов Кубка мира в Праге и Софии, одержал победу на этапе Кубка мира в Сан-Сальвадоре. Принимал участие в первых Европейских играх в Баку, где стал в своём весе седьмым.
Благодаря череде удачных выступлений Александар Куколь удостоился права защищать честь страны на летних Олимпийских играх 2016 года в Рио-де-Жанейро — в стартовом поединке выиграл здесь у словенца Михаэля Жганка, но на стадии 1/8 финала потерпел поражение от японца Масю Бейкера, который в итоге и стал олимпийским чемпионом. Также в этом сезоне выступил на чемпионате Европы в Казани, занял в средней весовой категории пятое место.
На предолимпийском чемпионате мира 2021 года, который проходил в Будапеште в Венгрии серб завоевал серебряную медаль в весовой категории до 100 кг, уступив в финале португальскому спортсмену Жорже Фонсеке.